# Marsz weselny
Marsz weselny, Marsz weselny Mendelssohna – marsz, najbardziej znany fragment muzyki Feliksa Mendelssohna do Snu nocy letniej Szekspira. Skomponowany w 1842. Często grywany jest w kościołach na zakończenie ślubów, wówczas najczęściej na organach, po zakończeniu liturgii, co zgodne jest z przepisami liturgicznymi Kościoła katolickiego. Niezgodnym jest wykorzystywanie go w trakcie trwania mszy świętej, gdyż nie jest to utwór liturgiczny (a tylko takie mogą być wykonywane w czasie liturgii), ani nawet religijny.
Nie zmienia to faktu, że można wykonywać utwory nieliturgiczne (niereligijne) poza mszą świętą.
Według soboru II watyńskiego moment zakończenia liturgii to rozesłanie wiernych, to jest moment odpowiedzi wiernych „Bogu niech będą dzięki”.
Pierwsze wykonanie Marszu odbyło się na ślubie Dorothy Carew i Toma Daniela w anglikańskim kościele św. Piotra w Tiverton 2 czerwca 1847. Popularność Marszu w roli muzyki towarzyszącej ślubom datuje się jednak od 25 stycznia 1858 roku, kiedy to został wykonany w anglikańskiej kaplicy królewskiej St. James’s Palace w Londynie podczas ślubu księżnej Wiktorii Koburg (najstarszej córki królowej Wiktorii) z księciem Fryderykiem Hohenzollernem (późniejszym cesarzem Niemiec). Wyboru utworu dokonała panna młoda.

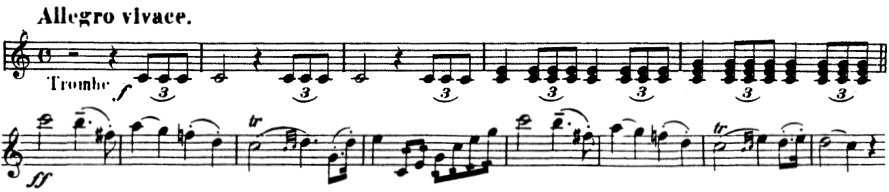
Marsz Mendelssohna, melodia